# Квинт Цецилије Метел Нумидски
Квинт Цецилије Метел Нумидски или Нумидик понегде и Нумиђанин (лат. Quintus Caecilius Metellus Numidicus, око 160. п. н. е. — 91. п. н. е.) био је римски војсковођа и политичар. Истакао се у Африци у рату са Југуртом, због чега је и добио надимак Нумидски. Једно време је био вођа оптимата. Протеран је из Рима 100. п. н. е. због одбијања да се закуне да подржава један од закона Гаја Марија и Луција Апулеја Сатурнина. Након убиства Сатурнина омогућен му је повратак 99. п. н. е.. Према Цицерону, Квинта Цецилија Метела Нумидског је отровао народни трибун Квинт Варије 91. п. н. е..

## Младост
Из чувене је породице Цецилија Метела, која је једно време доминирала римском политиком. Његов отац Луције Цецилије Метел Калв био је конзул 142. п. н. е.. Квинтов брат Луције Цецилије Метел Далматик био је конзул 119. п. н. е.. Квинтов син Квинт Цецилије Метел Пије је исто тако постао истакнути конзул 80. п. н. е.. У младости стекао је значајно филозофско образовање у Атини, код Карнејада, чувеног филозофа и оратора. Вратио се у Рим са брилијантним ораторским способностима.

## Претор
Метел је сматран енергичним човеком, који је био на гласу због своје непристрасности и поштења. Изабран је за квестора 128. п. н. е., за трибуна 121. п. н. е. а за едила је био изабран 118. п. н. е.. Изабран је за претора Сицилије 113. п. н. е.. Изгледа да је по повратку са Сицилије био оптужен за изнуђивање, али његов углед и глас о њему је био толико висок да судије нису веровале оптужбама. Насупрот томе неки од историчара сматрају да је оптужен након повратка из Нумидије. Метел је подржавао свог клијента Гаја Марија да буде изабран за народног трибуна. Међутим, Гај Марије је спроводио политику популара и тако је дошао у сукоб са Сенатом и са својим патронима Метелима, који су му једно време отказали подршку. Метел се много касније помирио са Гајем Маријем. Метел је за разлику од Гаја Марија био заступник оптимата. Метел је сматран енергичним човеком, који је био на гласу због своје непристрасности и поштења.

## Рат са Југуртом
Изабран је за конзула 109. п. н. е. заједно са Марком Јунијем Силаном. Преузео је заповедништво у рату са Југуртом. Метелу је припала Нумидија. Римска војска је до његовога заповедништва трпила сталне поразе у рату са Југуртом. Метел се због тога није поуздавао у стару војску, него је окупио нову војску и добро се снабдео, па је тек онда кренуо у Африку. У њега су полагане велике наде, јер је за разлику од осталих римских заповедника био непоткупљив. Стање које је затекао у Нумидији било је веома лоше, јер је војска била без дисциплине, а коморџије су пљачкали што су стигли. Одмах је ограничио разне злоупотребе, а стално је премештао логор и тражио да се утврђује као да је близу непријатељ. За кратко време је ојачао војску увођењем дисциплине. Чим је Југурта уочио да је нови командант способан војсковођа почео је да очајава и да нуди предају, а Метел је са друге стране придобијао Југуртине поданике и кренуо је са великом војском на Југуртину територију. Југурта је тражио прилику да изненада нападне римску војску. Метел је на челу римске војске успео да потуче Југурту у бици код Мутула. Била је то прва велика римска победа над Југуртом. Након пораза Југурта се повукао у шумовито подручје, а Метел је војсци препустио да пљачка богате крајеве Нумидије. Међутим, Југурта је прибегао герилском рату. Метел је онда одлучио да нападне велики град Заму, али тај подухват се показао неуспешним.

## Рат се одуговлачи
Када је Гај Марије тражио од Метела дозволу да оде у Рим да се кандидује за конзула Метел га је више пута одговарао од те намере. Метел је током 108. п. н. е. изабран за проконзула и продужено му је заповедништво у рату са Југуртом. Југурта би редовно почињао мировне преговоре, које би онда кршио или он или Метел. Метелу је страдао цели гарнизон у Ваги, али након два дана освојио је град и препустио га освети и пљачки. Гај Марије је због тих Метелових неуспеха добијао све већу подршку од народа у Риму. Југурта је исто тако имао проблема са издајом у својим редовима. Метел је након тога остварио значајан успех освајајући изузетно јако Југуртино упориште град Талу. Југурта је својим брзим покретима успевао увек да умакне Метеловој војсци. Након пада Талуа Југурта се повукао код Гетула, племена у средишту пустиње. Ту је поново регрутовао свежу војску, са којом је могао да напада срце Нумидије. Југурта је успео да добије и подршку Бакха, краља Мауританије. Тада су Метелу стигле и вести да је Гај Марије постао конзул за 107. п. н. е. и да је добио заповедништво над Нумидијом. По повратку у Рим Сенат је одлучио да награди Метела, па му је изгласан тријумф и добио је надимак Нумидски или Нумидик (Нумиђанин).

## Цензор
По повратку у Рим постао је главни вођа оптимата и опирао се популарима и Гају Марију. Метел је 102. п. н. е. изабран за цензора заједно са својим рођаком Гајом Цецилијем Метелом Капраријем. Покушао је да Луција Апулеја Сатурнина и Гаја Сервилија Глауцију уклони из Сената због наводног порочног живота. Међутим, други цензор се успротивио, тако да њих двојица нису уклоњени са листе сенатора. Сатурнин се заветовао да ће се осветити Метелу, што је и учинио, када је други пут био изабран за народног трибуна.

## Протеривање Метела
Када је Луције Апулеј Сатурнин 100. п. н. е. поново постао народни трибун предложио је да се подели земља, коју су Кимбри држали једно време. У предлог закона Апулеј Сатурнин је додао клаузулу, да ако народ изгласа закон, да је Сенат дужан да у року од пет дана положи заклетву на тај закон. Онај ко се не би заклео морао би по тој клаузули да плати двадесет таланата и да буде уклоњен из Сената. Та клаузула била је усмерена на Квинта Цецилија Метела Нумидског, њиховог главног политичког непријатеља, за кога су знали да је исувише поносан, да би се заклео. Након изгласавања закона Гај Марије је у својству конзула ставио пред Сенат да се закуну на закон, а пре тога је изнео своје мишљење, којим је Метелу спремио замку. Марије је рекао да се он никад не би добровољно заклео таквом заклетвом. Гај Марије је петог дана на брзину сакупио Сенат и под изговором да се боји народа позвао да се закуну, што је он први учинио. Заклели су се и сви остали сенатори, сем Метела, кога је онда Апулеј Сатурнин уклонио из Сената. Сатурнин и Глауције су онда сазвали народ да гласају о Метеловом протеривању. Иако су пријатељи били спремни да га бране оружјем Метел је одлучио да оде пре гласања.

## Повратак из прогонства
Одмах након убиства Апулеја Сатурнина и Глауција народ је тражио да се дозволи Метелу повратак, али народни трибун Публије Фурије се томе опирао. Није попуштао ни када га је Метелов син Квинт Цецилије Метел Пије молио на коленима са сузама у очима. Метелов син је због тога добио надимак Пије односно „побожни”. Ипак током 99. п. н. е. народни трибун Гај Канулеј је оптужио Фурија и омогућио је да се Метел врати из прогонства. Према Цицерону народни трибун Квинт Варије је 91. п. н. е. отровао Метела. Иако Цицерон не помиње о ком Метелу се ради, претпоставља се да се ради о Нумидику.
| Марко Минуције Руф и Спурије Постумије Албин | Конзул Римске републике заједно са Марком Јунијем Силаном 109. п. н. е. | Сервије Сулпиције Галба и Квинт Цецилије Метел Пије или Луције Хортензије |